# Fauna de Calabozo

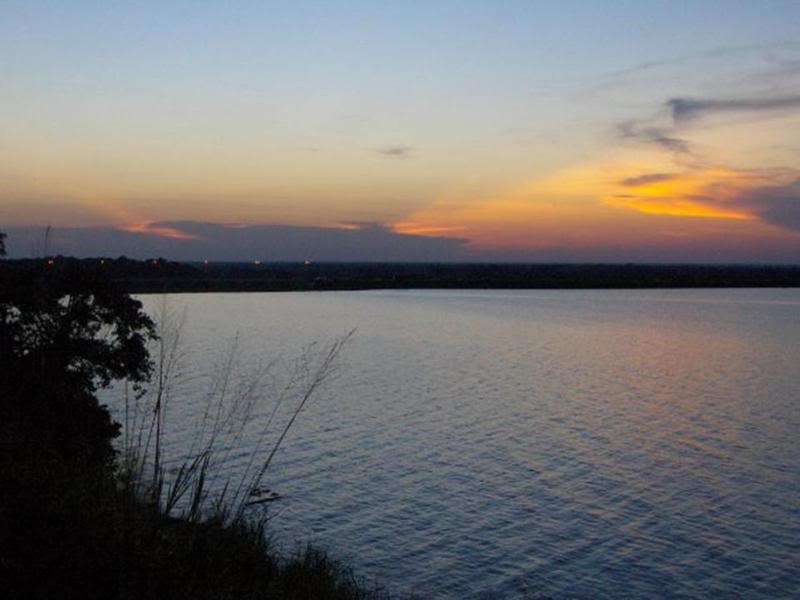
Vista del Embalse de Guárico al norte de Calabozo

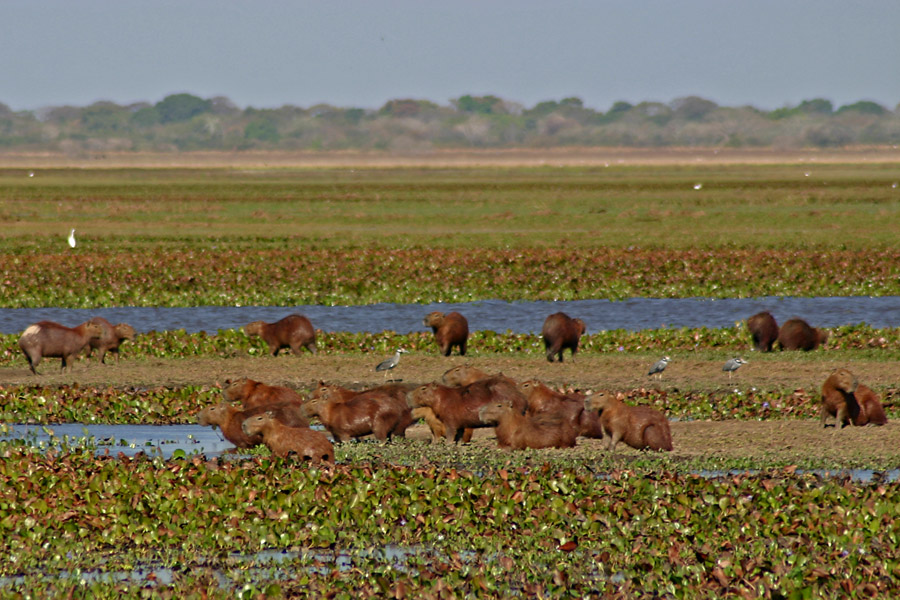
Hydrochoerus hydrochaeris en Hato La Fe, Calabozo, Llanos del Estado Guárico.

La fauna de Calabozo está conformada por todos los organismos animales que habitan en las inmediaciones de la ciudad de Calabozo 8°55′N 67°26′O / 8.917, -67.433, estado Guárico – Venezuela. Dicha fauna está integrada por los típicos animales de las sabanas o llanos.

## Reseña zoohistórica de Calabozo

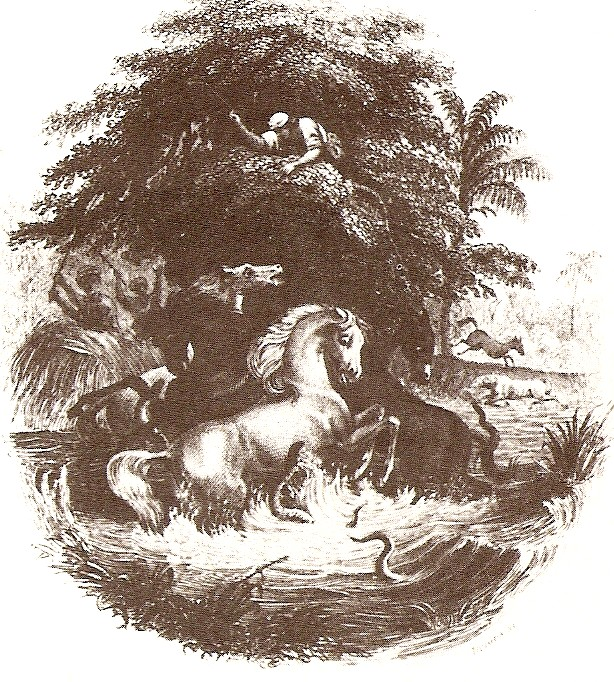
Descripción fantástica de Alexander von Humboldt sobre la captura de tembladores (Electrophorus electricus) empleando caballos publicada en 1860 en The Naturalist's Londres.

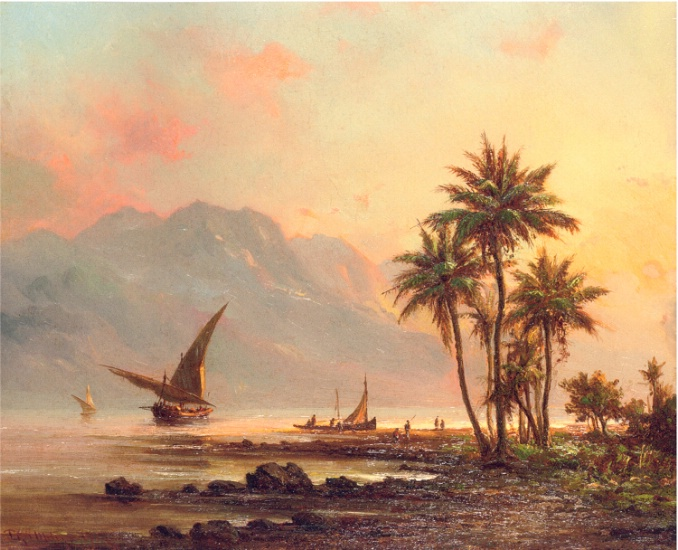
Pescadores en embarcación en el río Guárico c.1850 Óleo sobre tela de Fritz Melbye.

La ciudad de Calabozo y sus adyacencias desde finales del siglo XVIII fue visitada por naturalistas y viajeros extranjeros que llegaron hasta la ciudad para realizar estudios y observaciones obre la fauna. Es de resaltar que de esta ciudad es uno de los pioneros de ciencia venezolana Carlos del Pozo y Sucre y quien colaboró con Alexander von Humboldt a su paso por Calabozo en el año de 1800 por estas tierras Humboldt realizó observaciones sobre la forma crianza y hábitos de dicha fauna, adicionalmente dejó por escrito observaciones sobre la fauna silvestre de la región y en especial sobre la anguila eléctrica o temblador (Electrophorus electricus) el cual describió detalladamente en su libro “Viaje a las regiones equinocciales del Nuevo Continente” Otro naturalista que se residencia en Calabozo por algún tiempo, realiza estudio sobre Electrophorus electricus es el también alemán Carl Sachs Entre otros viajeros, artistas y naturalista naturalistas que han pasado por Calabozo y han realizado observaciones sobre la fauna de la región están: Friedrich Gesrstäcker el pintor danés Fritz Melbye

## Ambiente y características generales de la fauna

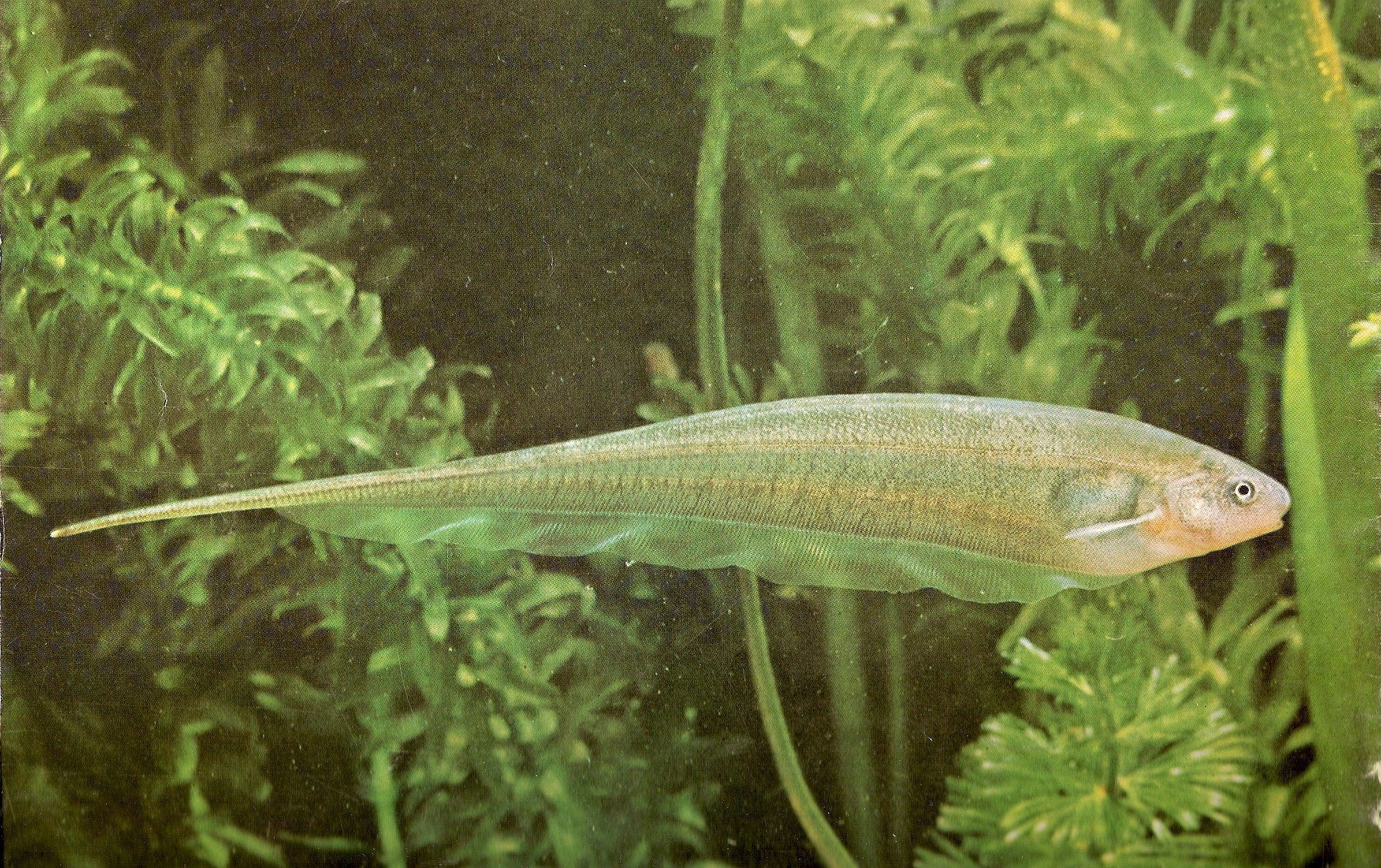
Eigenmannia virescens

Calabozo se localiza en la región de los llanos los cuales se caracterizan por la presencia de un relieve plano o ligeramente accidento de origen reciente, adicionalmente en lo respecta al es fuertemente biestacional. Su vegetación es primordialmente de herbáceas y gramíneas de sabana entremezclada por parches de bosques caducos y bosques de galería.
En lo que respecta a la fauna se encuentra que líneas generales es pobre en número de especies y se compone de especies generalistas de amplia distribución, carece de especies endémicas aunque se pueden presentar casos de especies de distribuciones restringidas. Posiblemente la excepción la constituya la ictiofauna la cual exhibe una mayor variedad de formas continentales.

## Lista de mamíferos
| 1  | Araguato                                | Alouatta seniculus          |
| 2  | Ardilla o ardita                        | Sciurus granatensis         |
| 3  | Báquiro                                 | Pecari tajacu               |
| 4  | Cachicamo montañero                     | Dasypus novemcinctus        |
| 5  | Cachicamo sabanero                      | Dasypus sabanicola          |
| 6  | Comadreja cola corta del Orinoco        | Monodelphis orinoci         |
| 7  | Conejo                                  | Sylvilagus floridanus       |
| 8  | Cunaguaro                               | Felis pardalis              |
| 9  | Cuspa                                   | Priodontes maximus          |
| 10 | Chigüire                                | Hydrochoerus hydrochaeris   |
| 11 | Danta                                   | Tapirus terrestris          |
| 12 | Lapa                                    | Agouti paca                 |
| 13 | Leòn americano                          | Felis concolor              |
| 14 | Manatí                                  | Trichechus manatus          |
| 15 | Mapurite                                | Conepatus semistriatus      |
| 16 | Marimonda                               | Ateles belzebuth            |
| 17 | Marmosa común                           | Marmosa robinsoni           |
| 18 | Mono manchado                           | Cebus olivaceus             |
| 19 | Murciélago amarillento común            | Uroderma magnirostrum       |
| 20 | Murciélago apache                       | Sphaeronycteris toxophyllum |
| 21 | Murciélago casero                       | Molossus molossus           |
| 22 | Murciélago de charreteras amarillas     | Sturnia lilium              |
| 23 | Murciélago de hoja de lanza alargado    | Phyllostomus elongatus      |
| 24 | Murciélago de hoja de lanza mayor       | Phyllostomus hastatus       |
| 25 | Murciélago de hoja de lanza menor       | Phyllostomus discolor       |
| 26 | Murciélago de hoja nasal peluda         | Mimon crenulatum            |
| 27 | Murciélago de sacos                     | Peropterys kappleri         |
| 28 | Murciélago filostomido de patas largas  | Macrophyllum macrophyllum   |
| 29 | Murciélago frugivoro común              | Artibeus jamaicensis        |
| 30 | Murciélago frutero común                | Carolia perspicillata       |
| 31 | Murciélago longirostro común            | Glossophaga soricina        |
| 32 | Murciélago longirostro de los desiertos | Glossophaga longirostris    |
| 33 | Murciélago negruzco común               | Myotis nigricans            |
| 34 | Murciélago orejudo común                | Micronycteris megalotis     |
| 35 | Murciélago orejudo de Venezuela         | Tonatia venezuelae          |
| 36 | Murciélago pescador menor               | Noctilio leporinus          |
| 37 | Murciélago pescador menor               | Noctilio albiventris        |
| 38 | Murciélago verrucoso                    | Thachop cirrhosus           |
| 39 | Murcielaguito narigudo                  | Rhynchonycteris naso        |
| 40 | Murcielaguito negro de listas           | Saccopteryx bilineata       |
| 41 | Murcielaguito pardo de listas           | Saccopteryx leptura         |
| 42 | Murcielaguito de listas difusas         | Saccopteryx canescens       |
| 43 | Vampiro común                           | Desmodus rotundus           |
| 44 | Onza                                    | Felis yagouaroundi          |
| 45 | Oso melero                              | Tamandua tetradactyla       |
| 46 | Oso palmero                             | Myrmecophaga tridactyla     |
| 47 | Perro de agua                           | Pteronura brasiliensis      |
| 48 | Picure                                  | Dasyprocta leporina         |
| 49 | Puercoespín                             | Coendou prehensilis         |
| 50 | Rabipelado                              | Didelphis marsupialis       |
| 51 | Rata arrocera                           | Holochilus brasiliensis     |
| 52 | Tonina                                  | Inia geoffrensis            |
| 53 | Venado Caramerudo                       | Odocoileus virginianus      |
| 54 | Venado Matacán                          | Mazama americana            |
| 55 | Yaguar                                  | Panthera onca               |
| 56 | Zorro cangrejero                        | Procyon cancrivorus         |
| 57 | Zorro sabanero                          | Cerdocyon thous             |

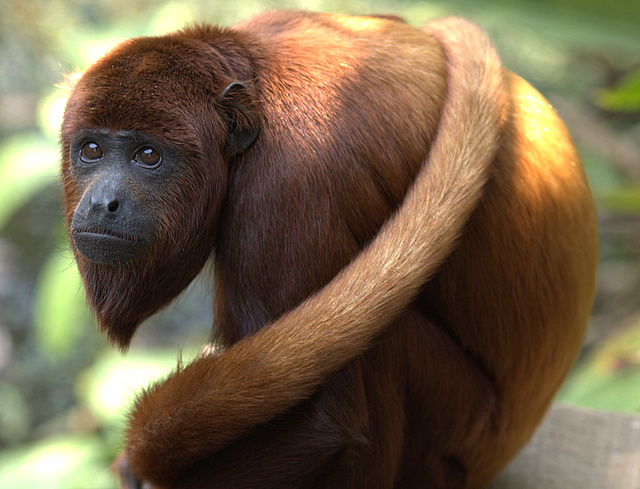
Alouatta seniculus
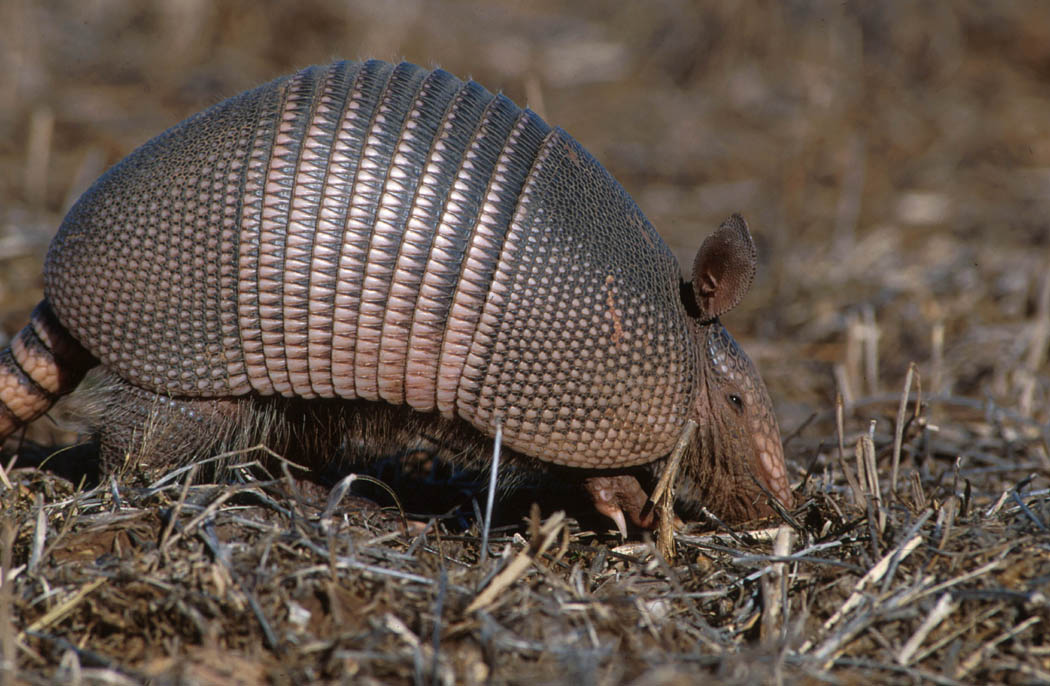
Dasypus novemcinctus
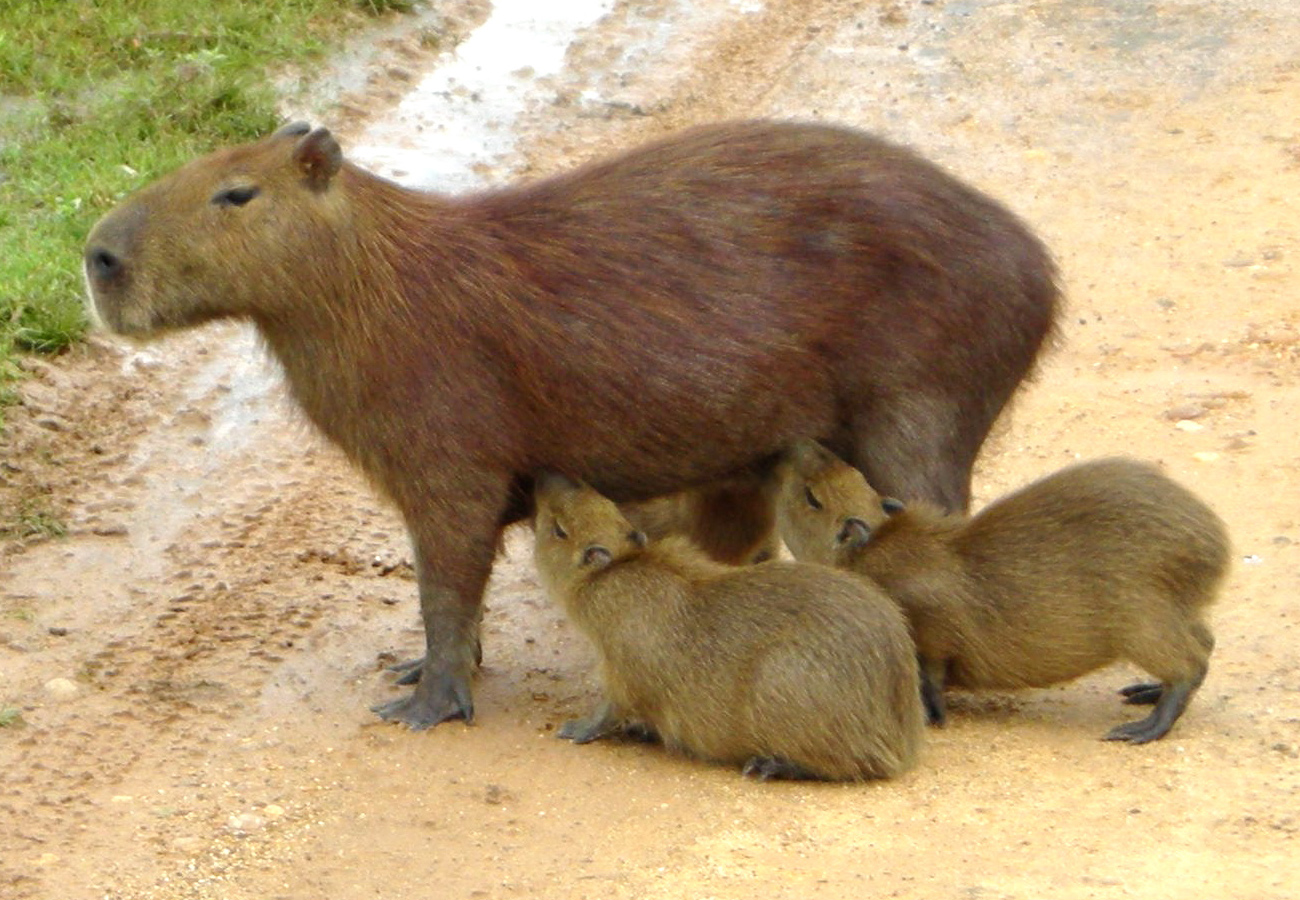
Hydrochoerus hydrochaeris
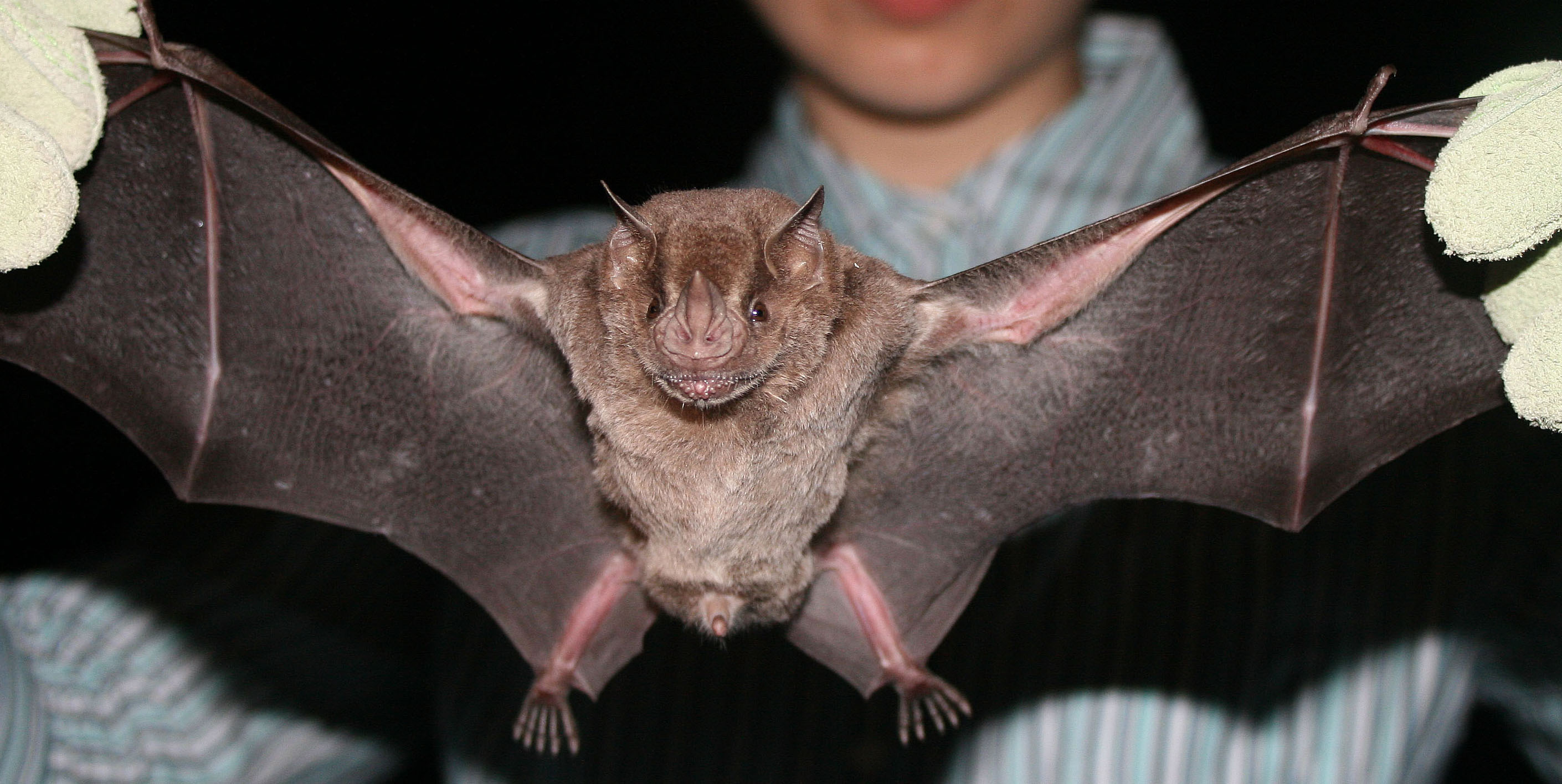
Artibeus jamaicensis
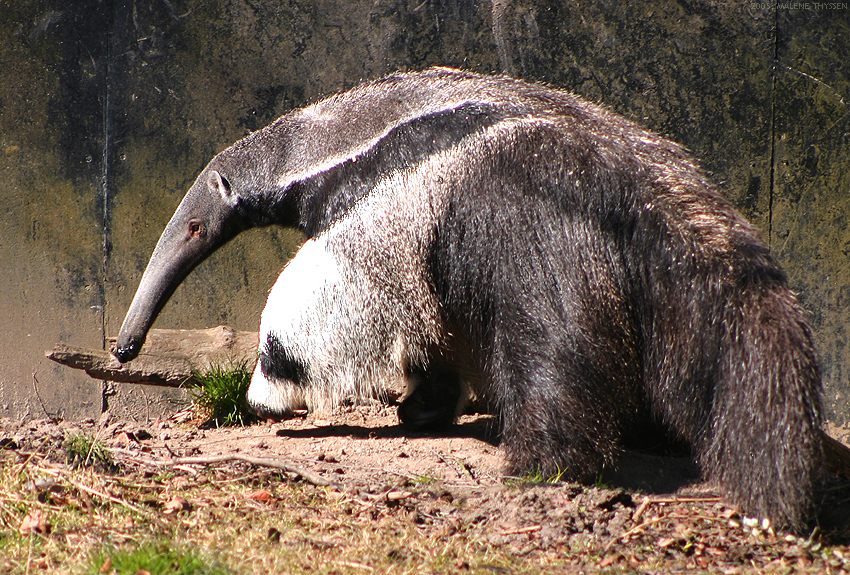
Myrmecophaga tridactyla
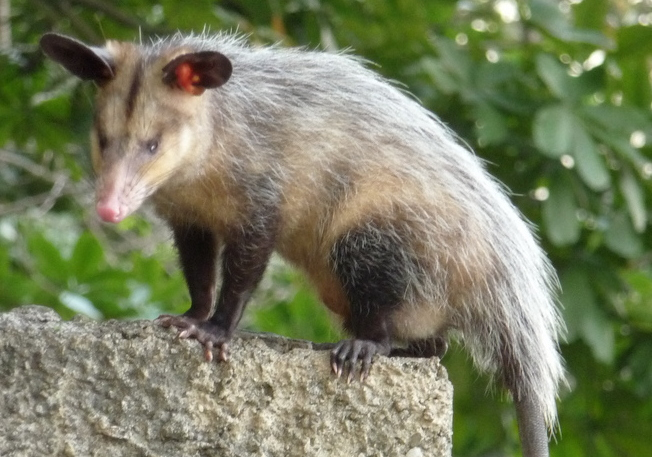
Didelphis marsupialis
Panthera onca
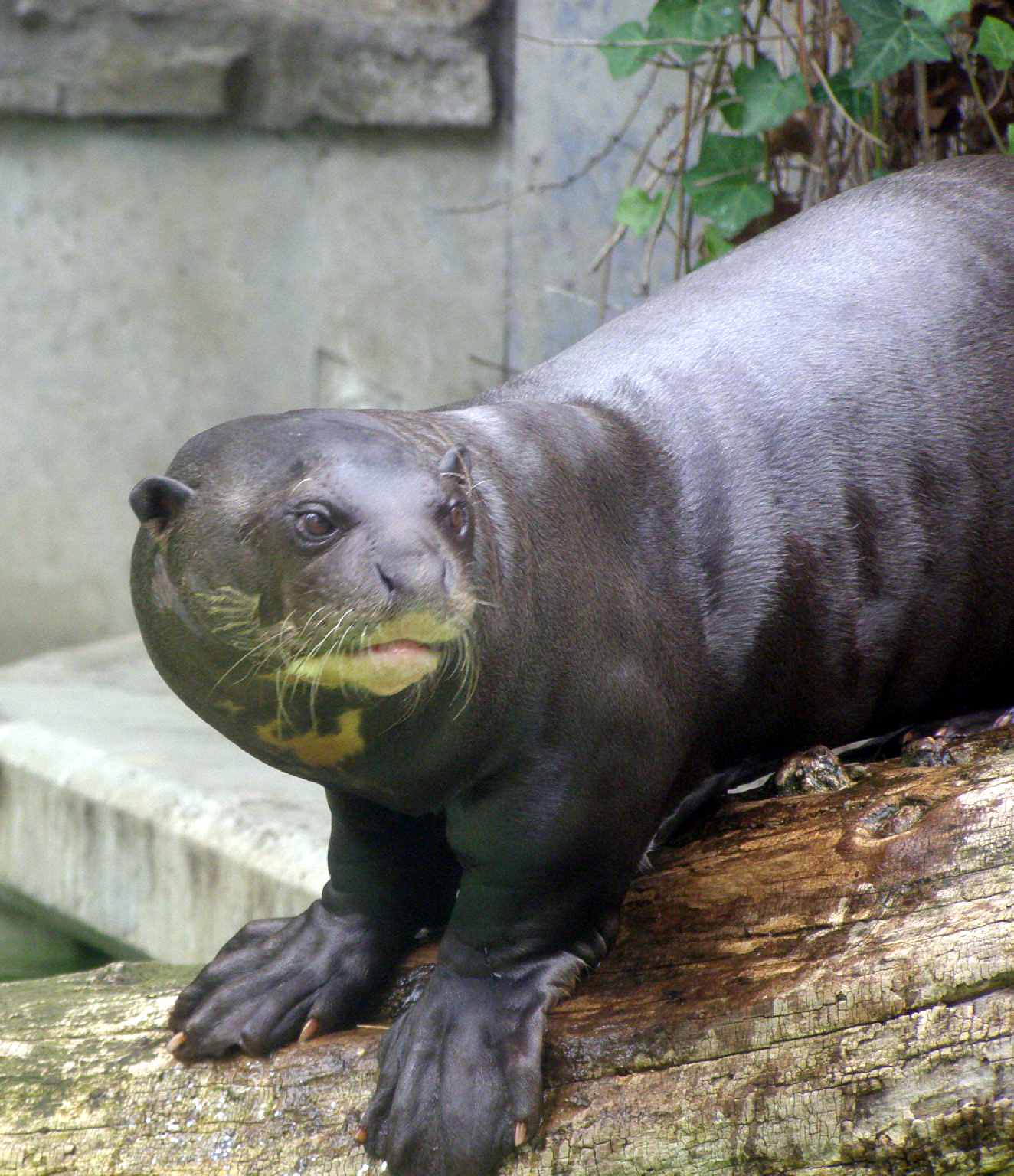
Pteronura brasiliensis

## Lista de aves
| 1  | Alcaraván sabanero o Dara | Burhinus bistriatus        |
| 2  | Águila de penacho         | Spizaetus ornatus          |
| 3  | Águila Negra              | Buteogallus urubitinga     |
| 4  | Águila pescadora          | Pandion haliaetus          |
| 5  | Arrendajo                 | Cacicus cela               |
| 6  | Aruco                     | Anhima cornuta             |
| 7  | Azulejo                   | Thraupis episcopus         |
| 8  | Cardenalito               | Pyrocephalus rubinus       |
| 9  | Caricare                  | Polyborus plancus          |
| 10 | Corocora negra            | Mesembrinibis cayennensis  |
| 11 | Corocora roja             | Eudocimus ruber            |
| 12 | Cotúa aguijita            | Anhinga anhinga            |
| 13 | Cotúa zamura              | Phalacrocorax olivaceus    |
| 14 | Cristofué                 | Pitangus sulphuratus       |
| 15 | Cucarachero de agua       | Certhiaxis cinnamomea      |
| 16 | Chenchena                 | Opisthocomus hoazin        |
| 17 | Chicuaco                  | Nycticorax nycticorax      |
| 18 | Chicuaco enmascarado      | Nyctanassa violacea        |
| 19 | Chiricoca                 | Aramides cajanea           |
| 20 | Chocolatera               | Columbina talpacoti        |
| 21 | Duende                    | Arundinicola leucocephala  |
| 22 | Farra-Farro               | Amazonetta brasiliensis    |
| 23 | Gabán huesito             | Mycteria americana         |
| 24 | Gabán peonio              | Euxenura maguari           |
| 25 | Gallito azul              | Porphyrula martinica       |
| 26 | Gallito rojo              | Jacana jacana              |
| 27 | Garciola real             | Pilherodius pileatus       |
| 28 | Garcita blanca            | Egretta thula              |
| 29 | Garcita ganadera          | Bubulcus ibis              |
| 30 | Carza azul                | Florida caerulea           |
| 31 | Garza blanca              | Casmerodius albus          |
| 32 | Garza morena              | Ardea cocoi                |
| 33 | Garza paleta              | Ajaia ajaja                |
| 34 | Garza veranera            | Syrigma sibilatrix         |
| 35 | Garza soldado             | Jabiru mycteria            |
| 36 | Gavilán caracolero        | Rostrhamus sociabilis      |
| 37 | Gavilán pita venado       | Heterospizias meridionalis |
| 38 | Gavilán galapaguero       | Busarellus nigricollis     |
| 39 | Gavilán gente - gente     | Buteo albicaudatus         |
| 40 | Gavilán gris              | Buteo nitidus              |
| 41 | Gavilán macagua           | Herpetotheres cachinnans   |
| 42 | Guacamaya                 | Ara macao                  |
| 43 | Guacharaca                | Ortalis ruficauda          |
| 44 | Guiriri pico negro        | Dendrocygna viduata        |
| 45 | Guiriri pico rosado       | Dendrocygna autumnalis     |
| 46 | Halcón peregrino          | Falco femoralis            |
| 47 | Halcón peregrino          | Falco peregrinus           |
| 48 | Halcón primito            | Falco sparverius           |
| 49 | Lechuza de campanario     | Tyto alba                  |
| 50 | Maraquita                 | Scardafella squammata      |
| 51 | Mochuelo de hoyo          | Speotyto cunicularia       |
| 52 | Oripopo                   | Catharte spp.              |
| 53 | Pájaro vaco               | Tigrisoma lineatum         |
| 54 | Paloma sabanera           | Zenaida auriculata         |
| 55 | Pato carretero            | Neochen jubata             |
| 56 | Pato cuchara              | Cochlearius cochlearius    |
| 57 | Pato moco                 | Sarkidiornis melanotos     |
| 58 | Pato real                 | Cairina moschata           |
| 59 | Pavito hormiguera         | Thamnophilus doliatus      |
| 60 | Perdiz                    | Colinus cristatus          |
| 61 | Picotijera                | Rynchops niger             |
| 62 | Rey zamuro                | Sarcoramphus papa          |
| 63 | Saltarín                  | Teleonema filicauda        |
| 64 | Tordo pechirojo           | Leistes militaris          |
| 65 | Sangre de toro apagado    | Ramphocelus carbo          |
| 66 | Viudita                   | Fluvicola pica             |
| 67 | Tarotaro                  | Cercibis oxycerca          |
| 68 | Tautaco                   | Theristicus caudatus       |
| 69 | Tigana                    | Erypyga helias             |
| 70 | Titirijí                  | Bubo virginianus           |
| 71 | Caminero                  | Anthus lutescens           |
| 72 | Tordo                     | Turdus spp.                |
| 73 | Tordo-mirlo               | Molothrus bonariensis      |
| 74 | Turpial                   | Icterus icterus            |
| 75 | Zamurita                  | Phimosus infuscatus        |
| 76 | Zamuro                    | Coragyps atratus           |

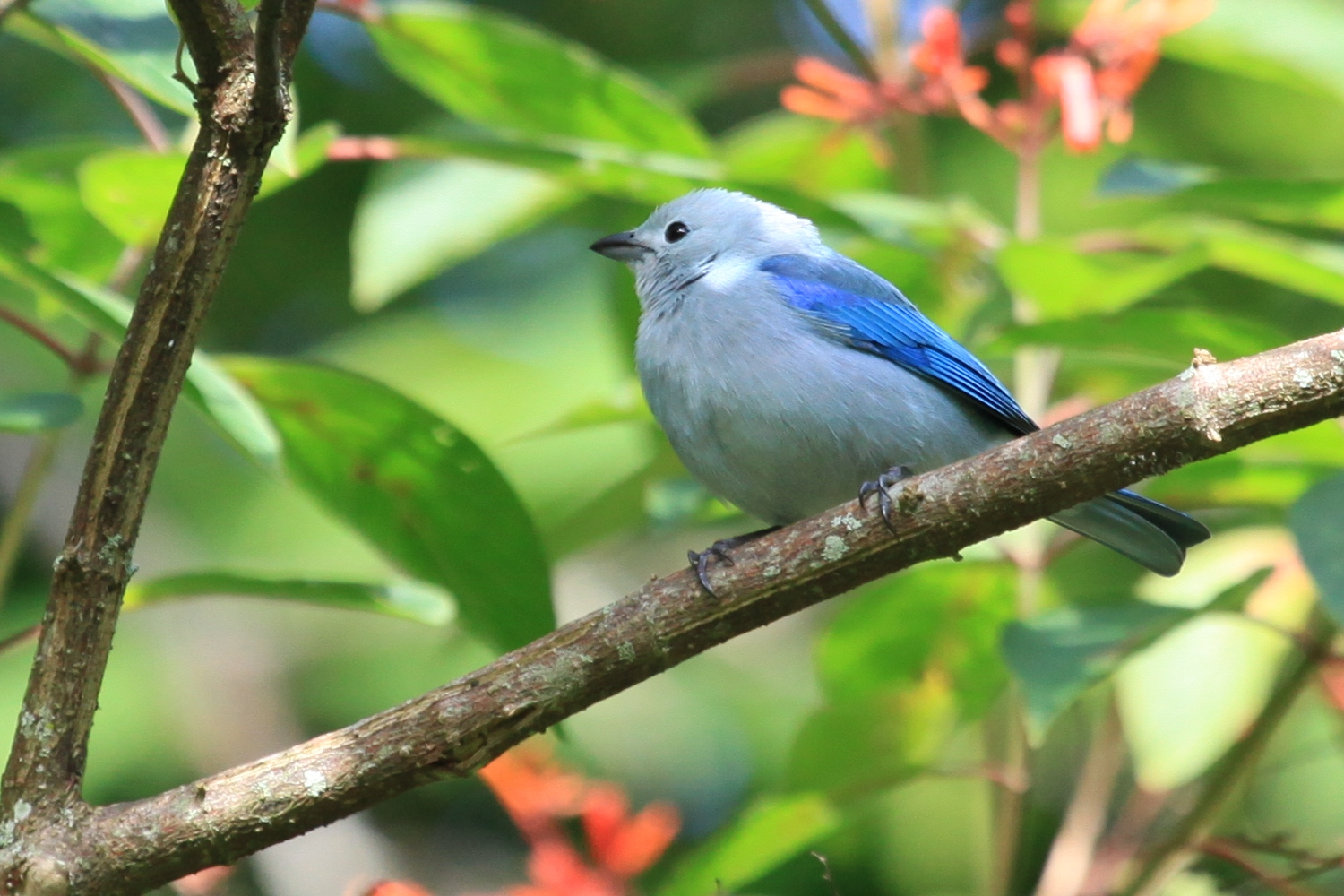
Thraupis episcopus
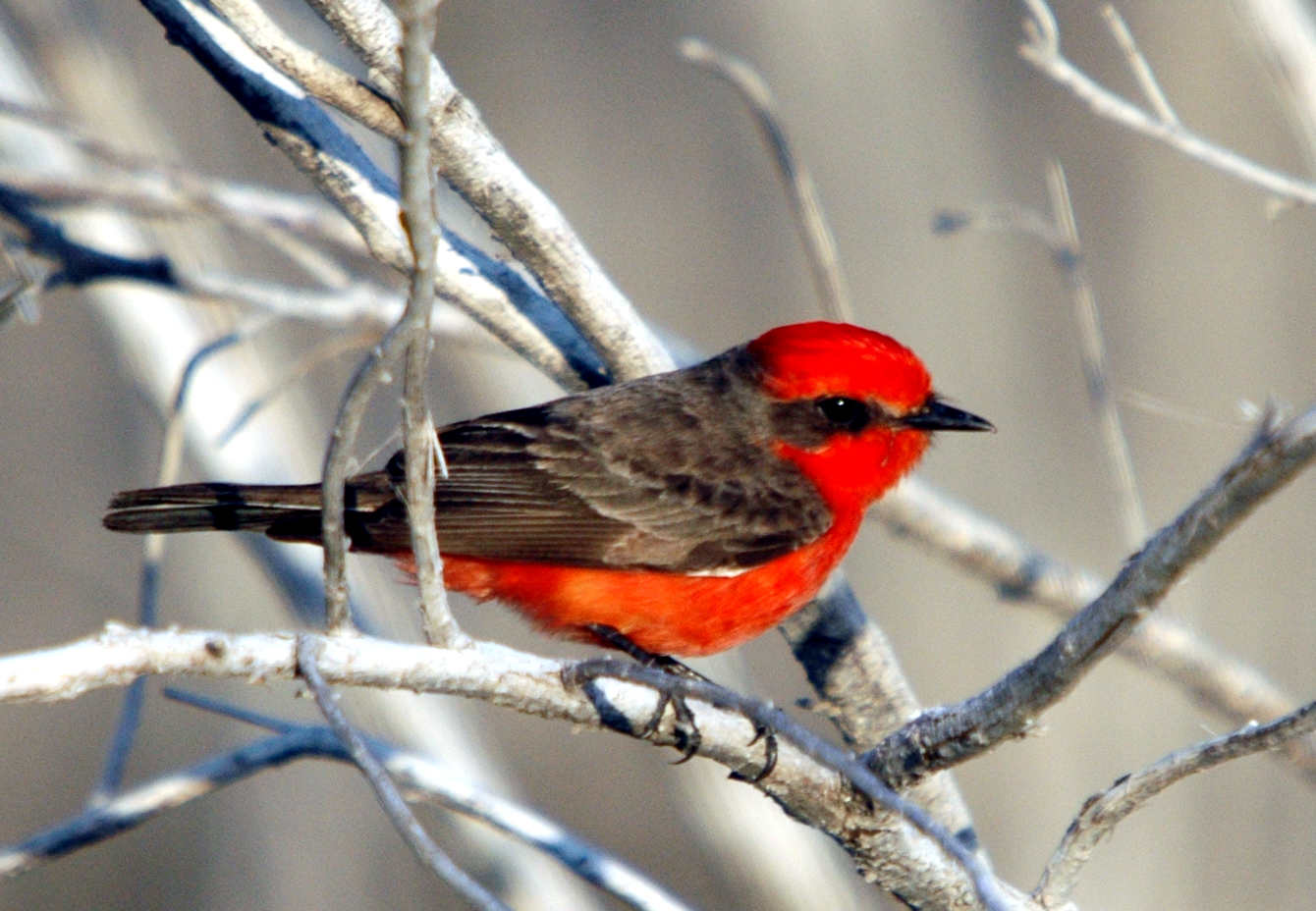
Pyrocephalus rubinus
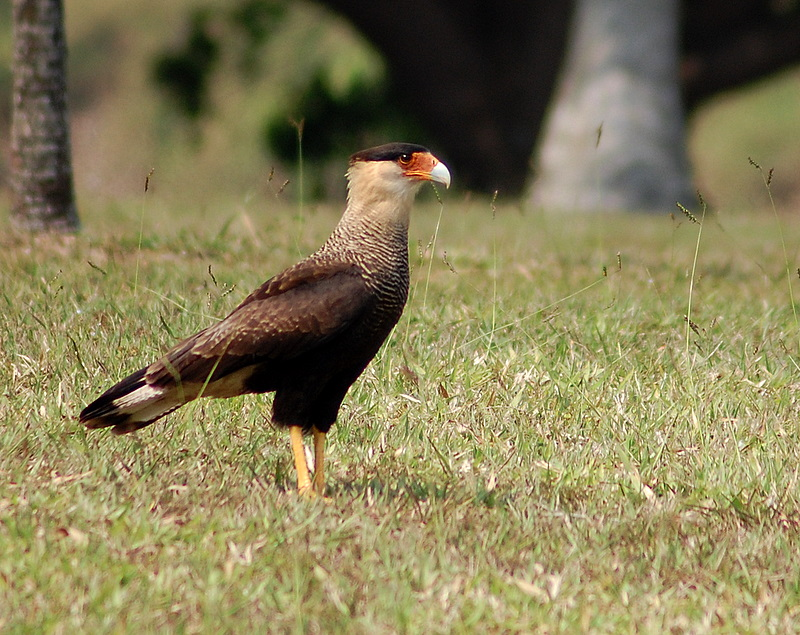
Caracara plancus
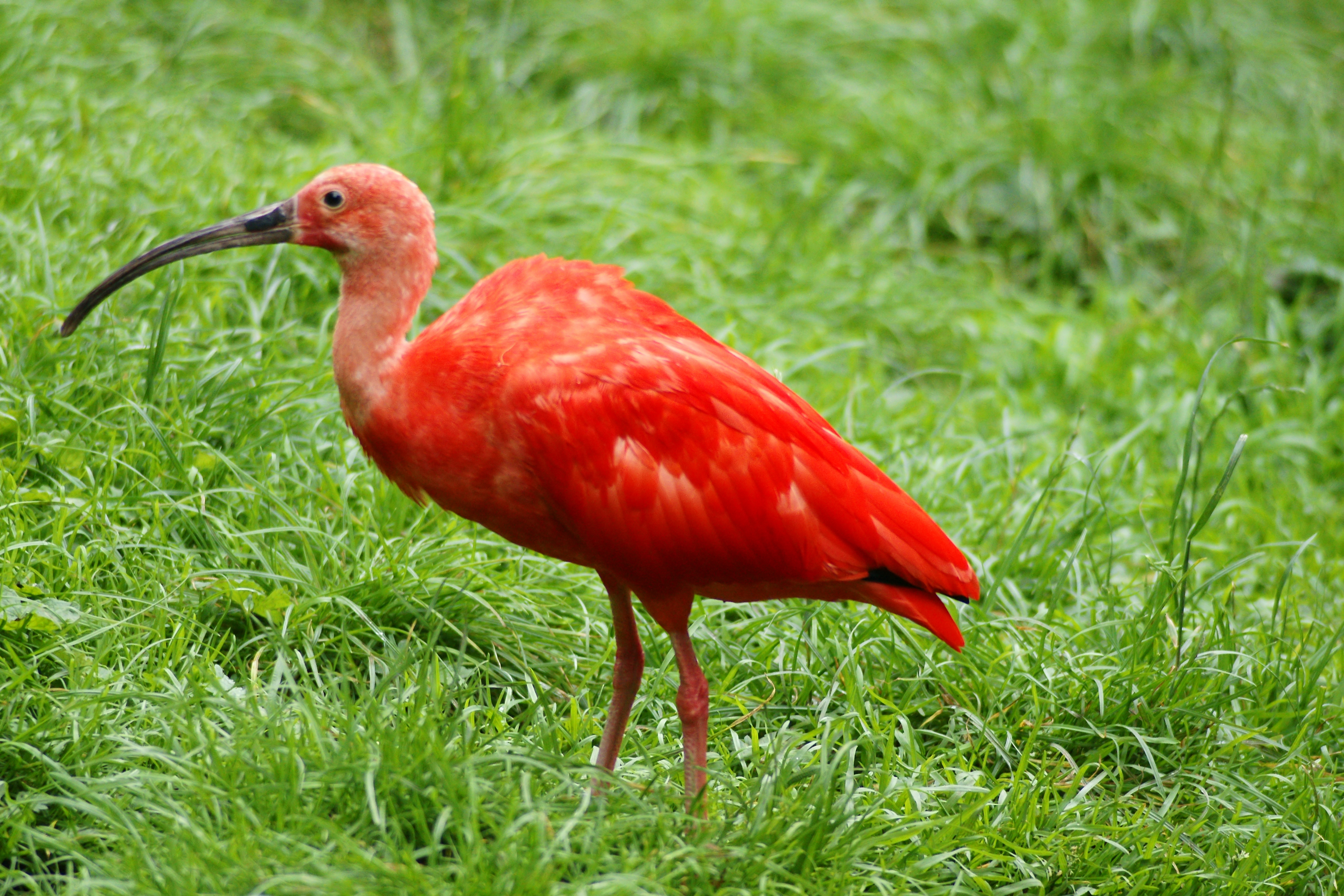
Eudocimus ruber
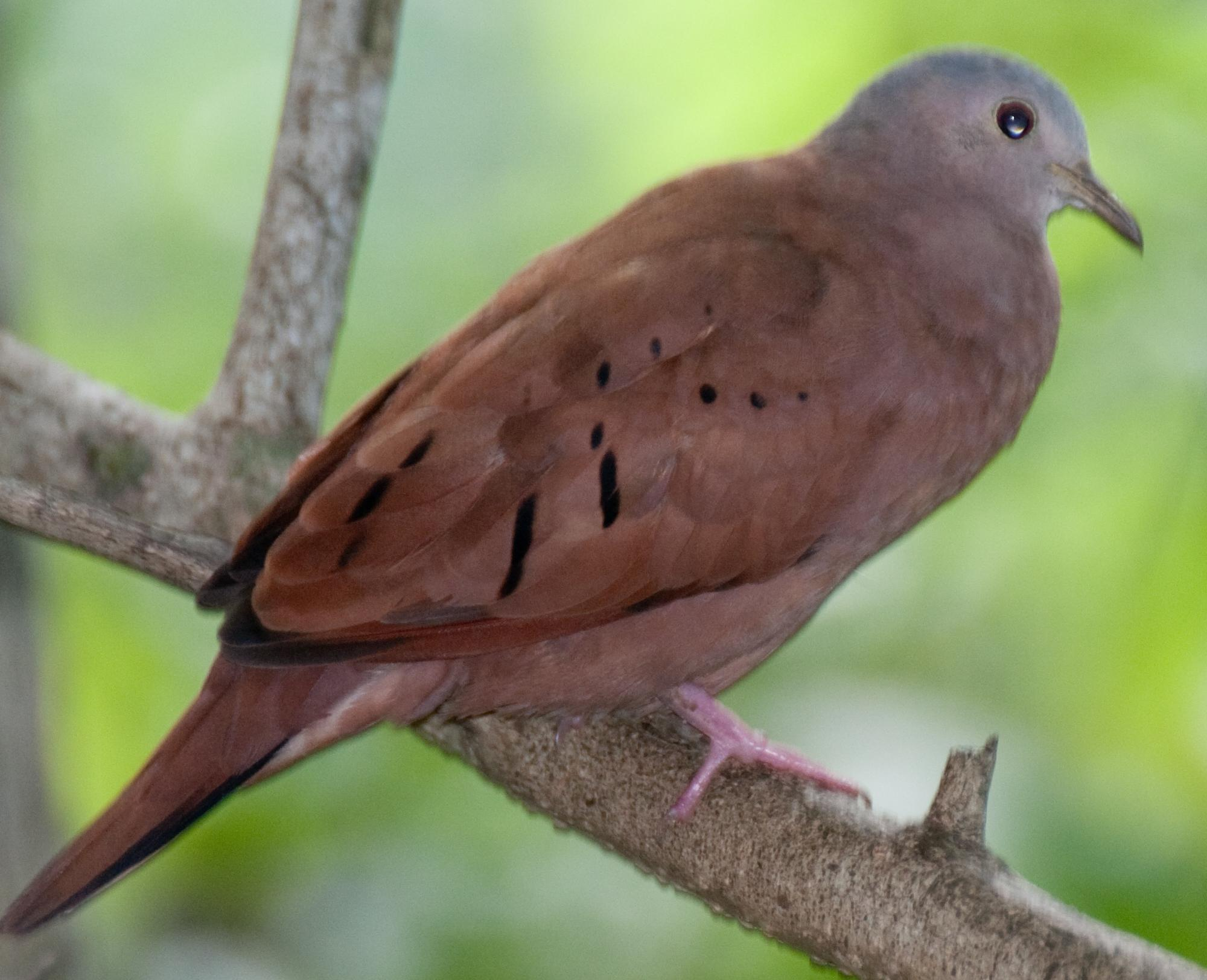
Columbina talpacoti
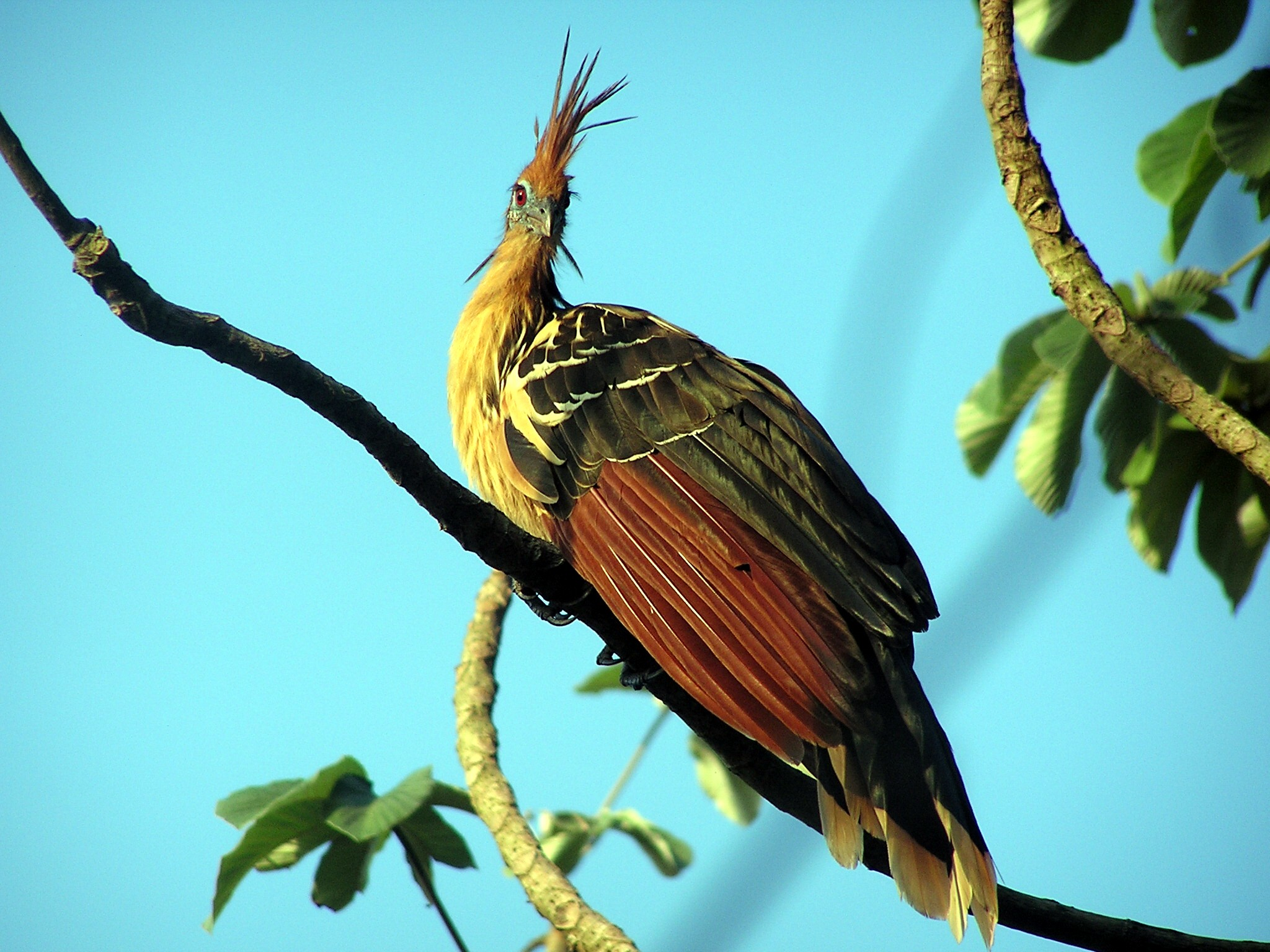
Opisthocomus hoazin
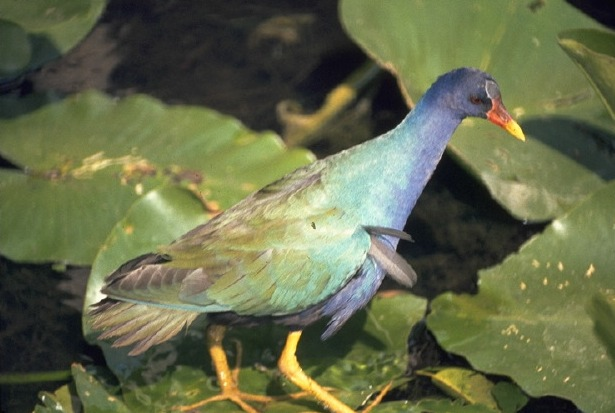
Porphyrio martinica
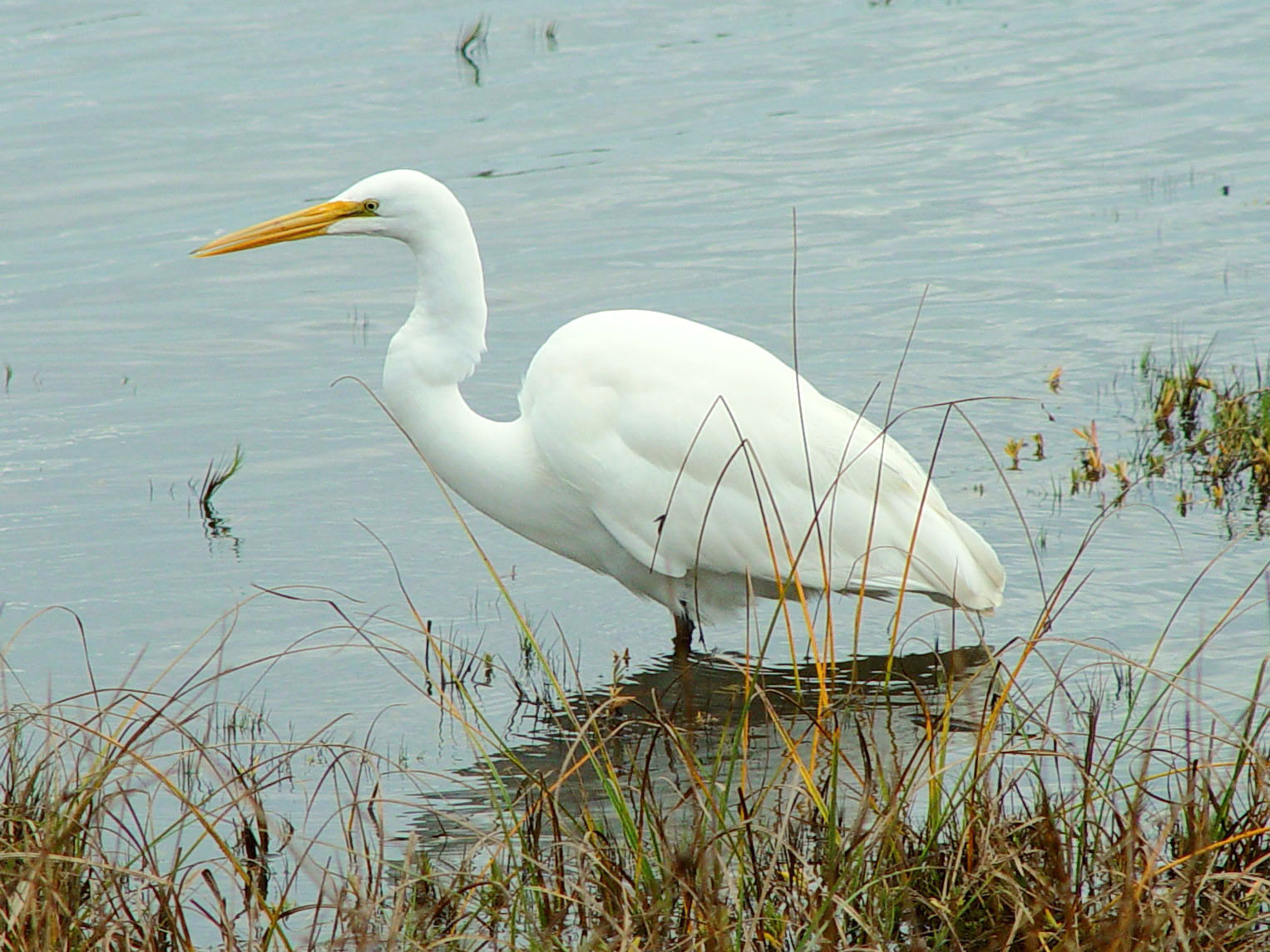
Ardea alba
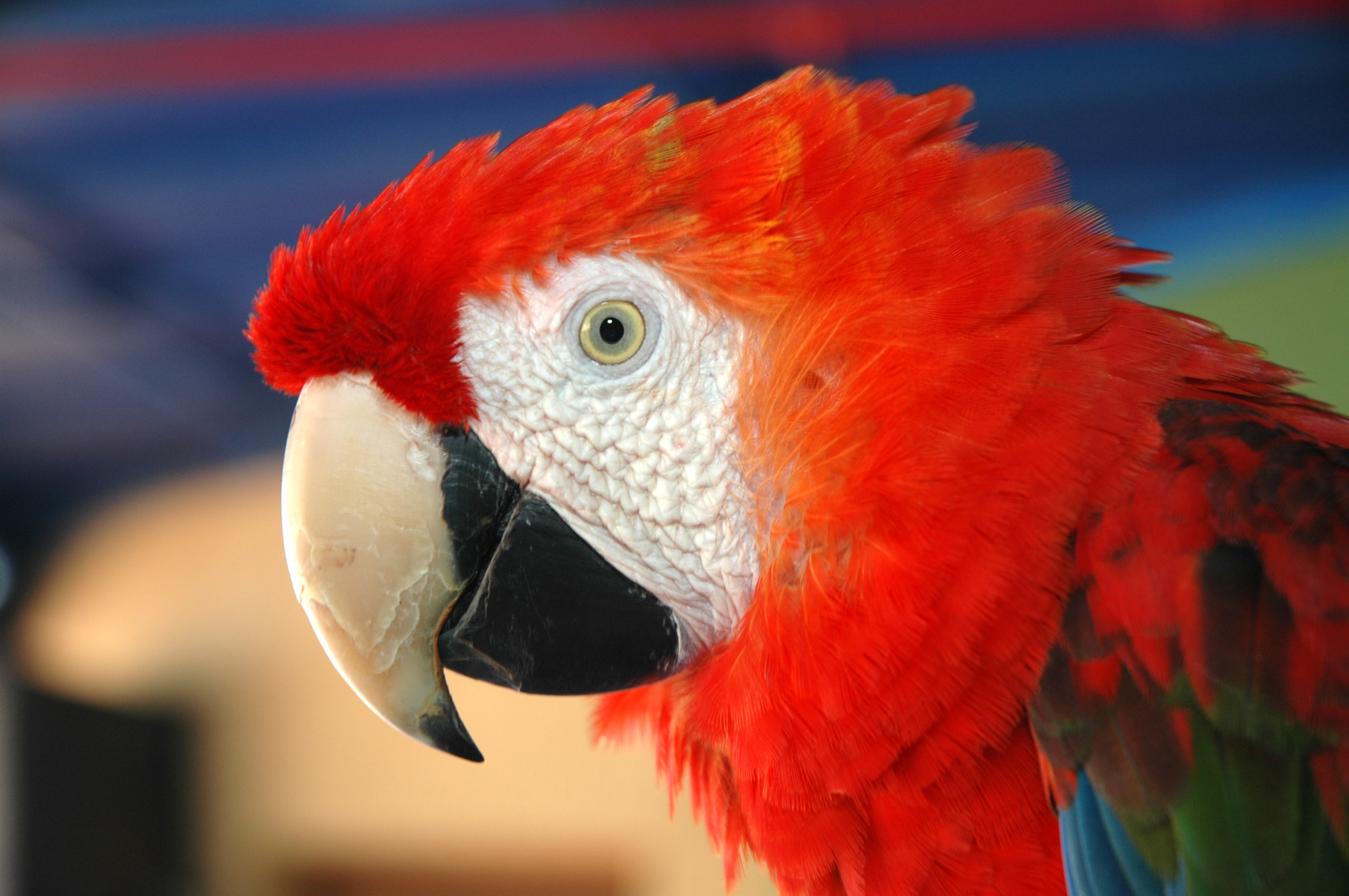
Ara macao
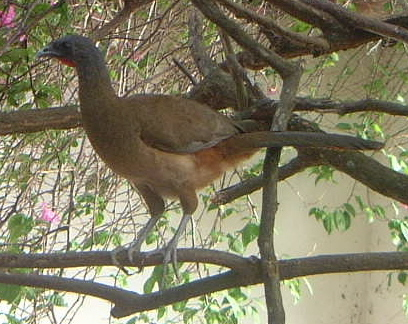
Ortalis ruficauda
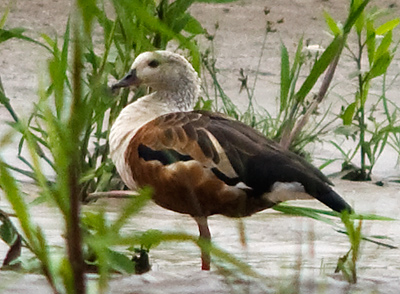
Neochen jubata
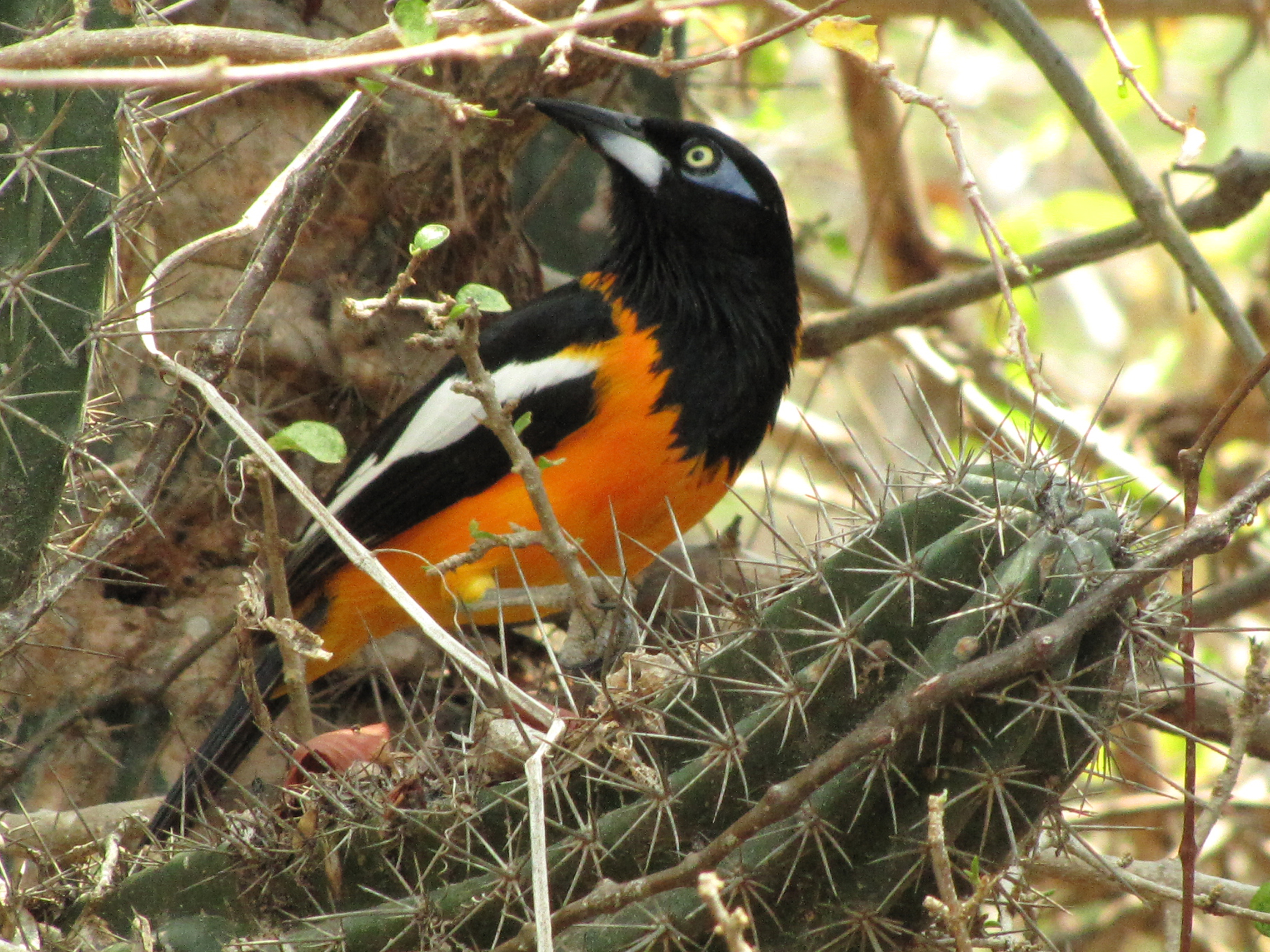
Icterus icterus

## Lista de reptiles
| 1  | Baba            | Caiman crocodilus                   |
| 2  | Caimán          | Crocodylus intermedius              |
| 3  | Cascabel        | Crotalus durissus                   |
| 4  | Caserita        | Leptodeira annulata                 |
| 5  | Cazadora        | Spilotes pullatus                   |
| 6  | Coral           | Micrurus isozonus                   |
| 7  | Culebra de agua | Eunectes murinus                    |
| 8  | Guitarrero      | Cnemidophorus lemniscatus           |
| 9  | Iguana          | Iguana iguana                       |
| 10 | Larga-rabo      | Hemidactylus sp. Phyllodactylus sp. |
| 11 | Mapanare        | Bothrops spp.                       |
| 12 | Mato            | Tupinambis teguixin                 |
| 13 | Morrocoy        | Geochelone carbonaria               |
| 14 | Sabanera        | Liophis lineatus                    |
| 15 | Tragavenado     | Boa constrictor                     |
| 16 | Verdegallo      | Chironius carinatus                 |

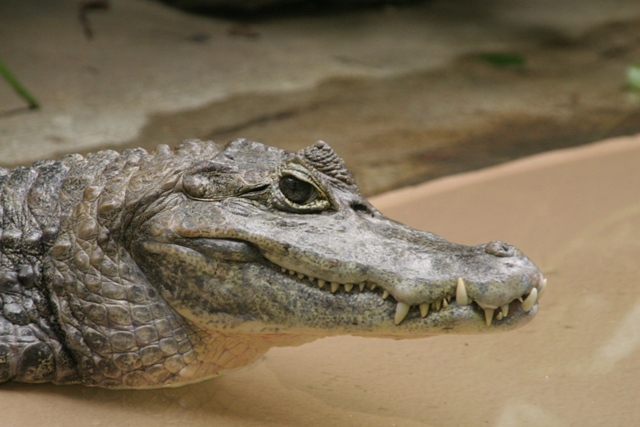
Caiman crocodilus
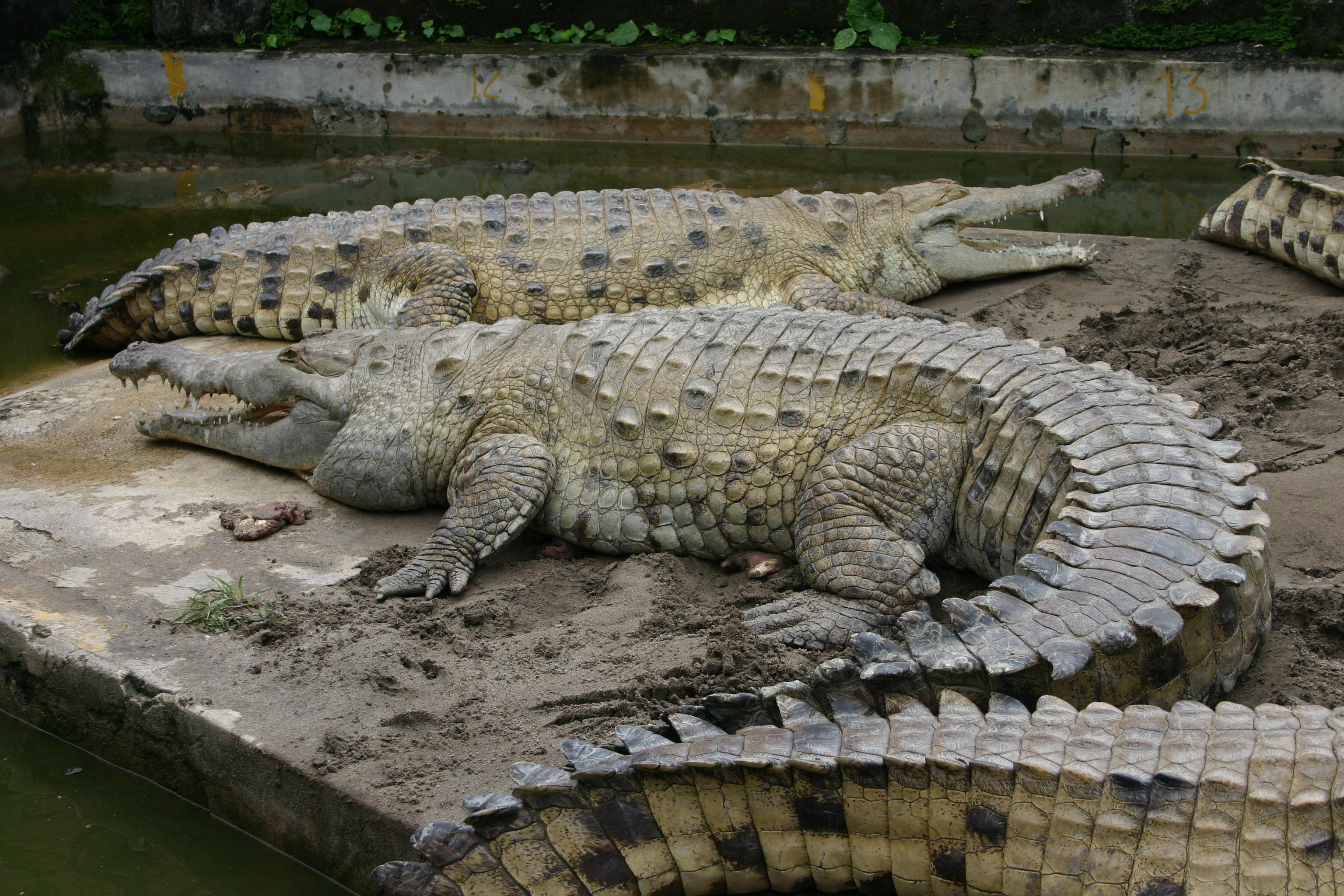
Crocodylus intermedius
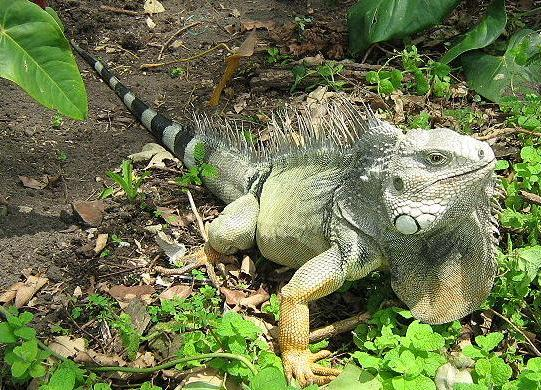
Iguana iguana
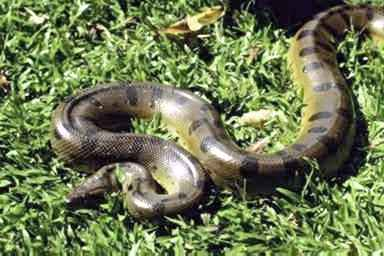
Eunectes murinus

## Lista de peces
En la presente lista de los peces de Calabozo solo se están listando les especies más representativas de zona, para una imagen más exacta de la ictiofauna de Calabozo consúltese la literatura señalada en la sección de bibliografía.
| 1  | Bagre rayado      | Pseudoplatystoma tigrinum  |
| 2  | Cachama           | Colossoma macropomum       |
| 3  | Caribe colorado   | Pygocentrus cariba         |
| 4  | Coporo            | Prochilodus mariae         |
| 5  | Pavón cinchado    | Cichla temensis            |
| 6  | Zapoara           | Semaprochilodus laticeps   |
| 7  | Payara            | Hydrolycus armatus         |
| 8  | Pez zonatus anual | Gnatholebias zonatus       |
| 9  | Raya Guayanesa    | Potamotrygon motoro        |
| 10 | Temblador         | Electrophorus electricus   |
| 11 | Cuchillo          | Apteronotus albifrons      |
| 12 | Cuchillo          | Eigenmannia virescens      |
| 13 | Cuchillo          | Sternopygus macrurus       |
| 14 | Ramirezi          | Microdeophagus ramirezi    |
| 15 | Corroncho         | Glyptoperichthys gibbiceps |
| 16 | Pez Ángel         | Pterophyllum altum         |
| 17 | Oscar             | Astronotus ocellatus       |
| 18 | Curito            | Hoplosternum littorale     |

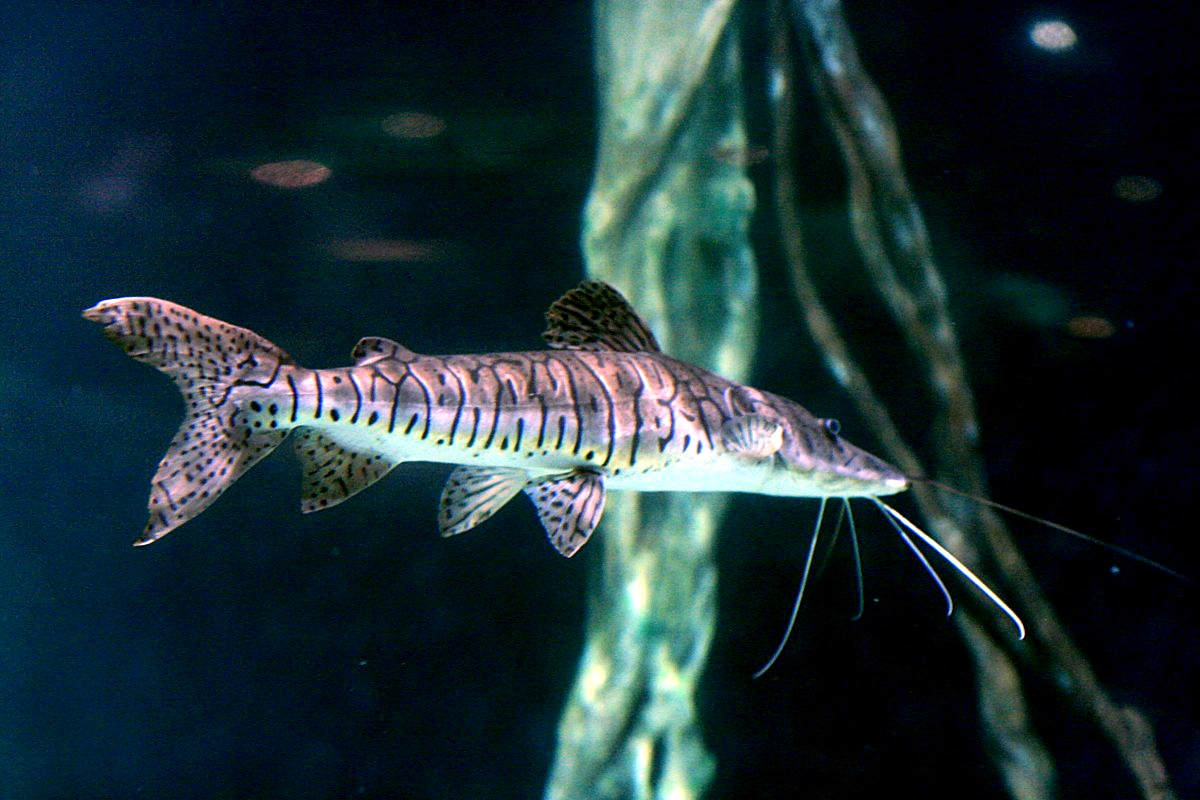
Pseudoplatystoma tigrinum
Colossoma macropomum
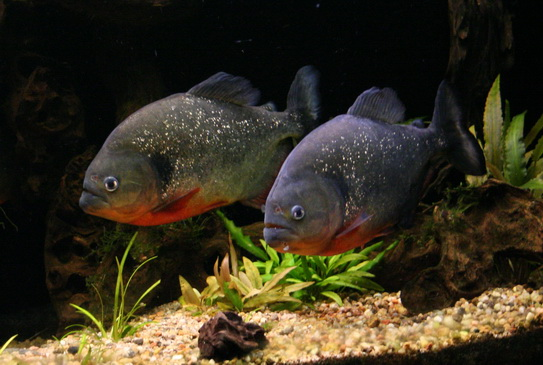
Pygocentrus cariba
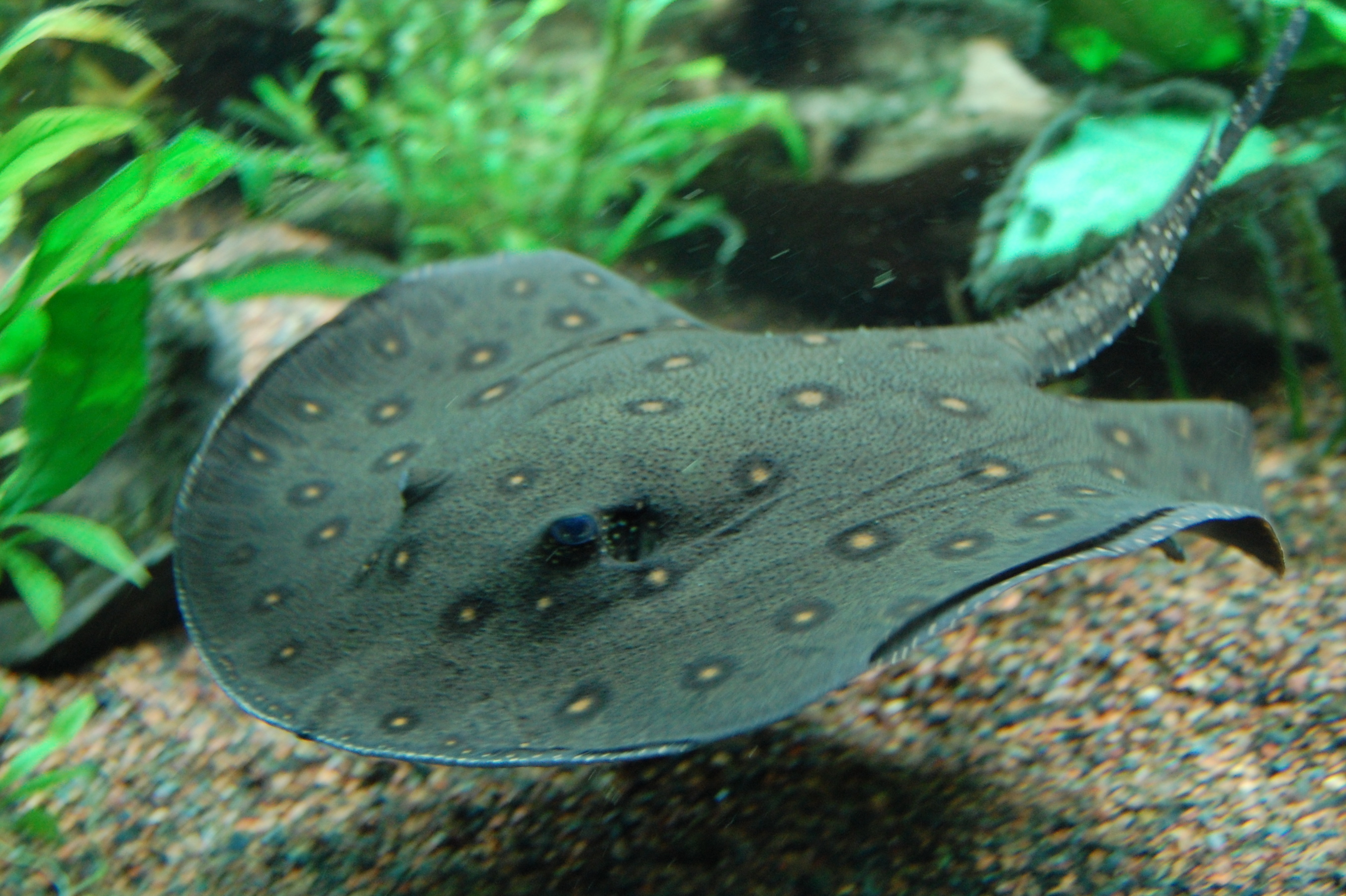
Potamotrygon motoro
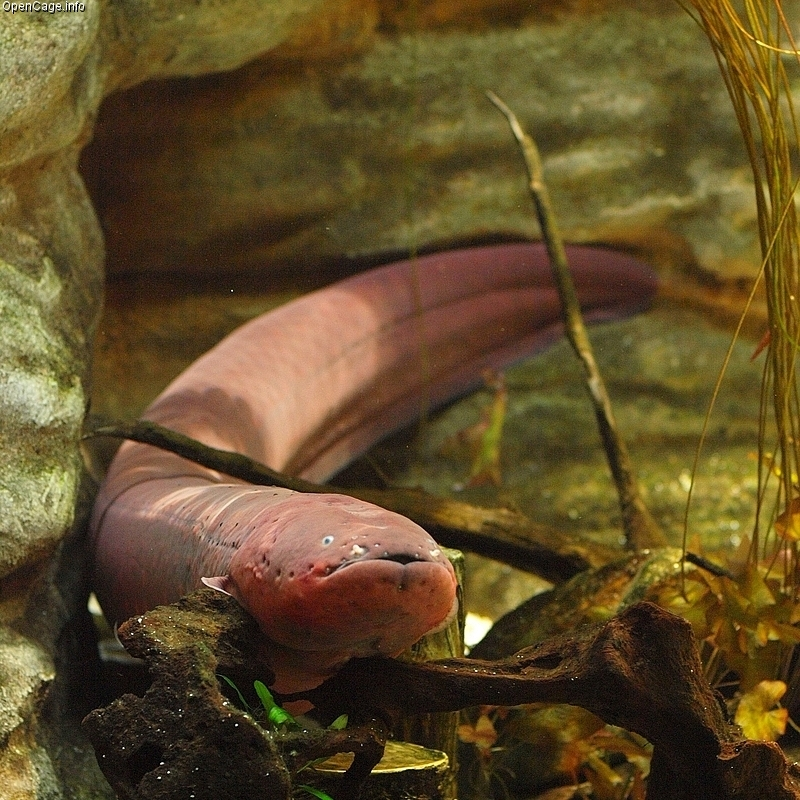
Electrophorus electricus
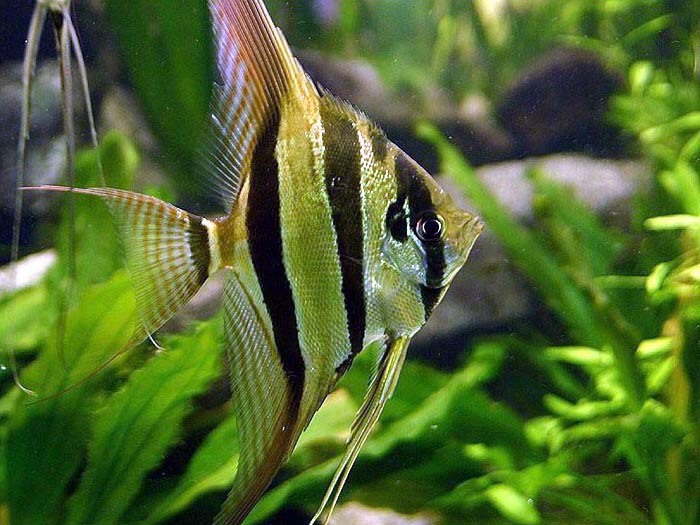
Pterophyllum altum
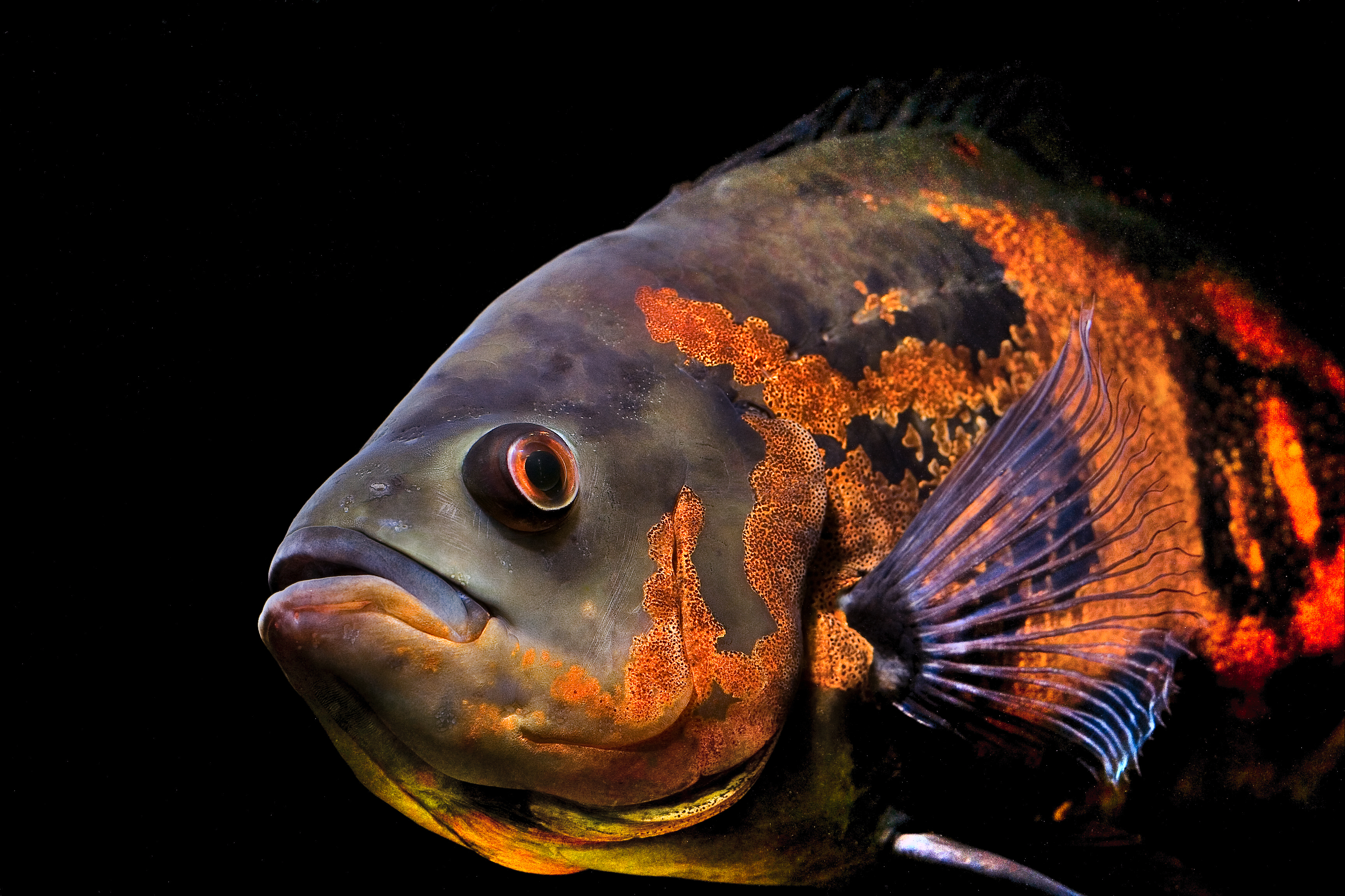
Astronotus ocellatus
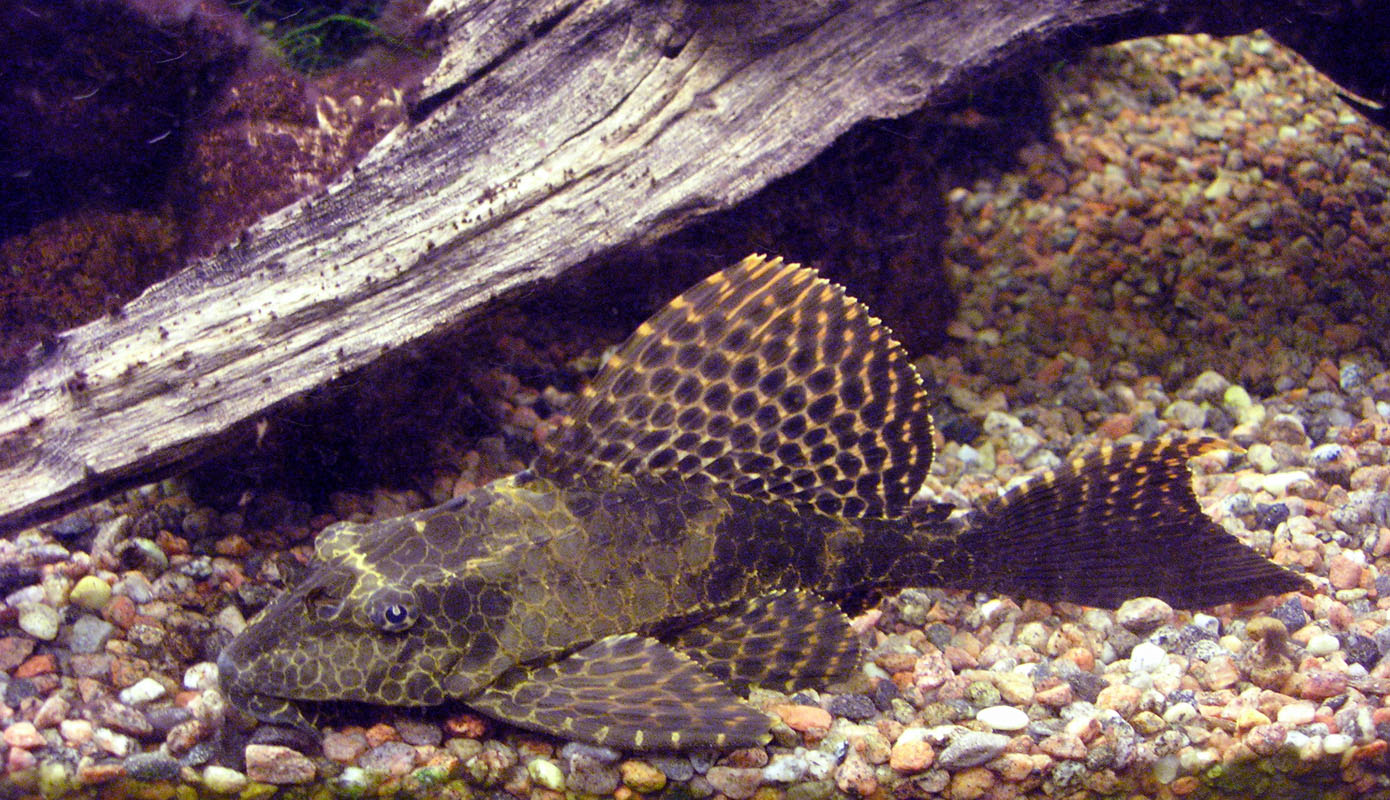
Glyptoperichthys gibbiceps

## Lista de escorpiones
| 1 | Alacrán | Centruroides gracilis |
| 2 | Alacrán | Rhopalurus laticauda  |

## Lista de moluscos gastropodos
| 1  | Caracol manzana          | Pomacea aurostoma         |
| 2  | Caracol manzana          | Pomacea cingulata         |
| 3  | Caracol manzana          | Pomacea crassa            |
| 4  | Caracol manzana          | Pomacea dolioides         |
| 5  | Caracol manzana          | Pomacea falconensis       |
| 6  | Caracol manzana          | Pomacea lineata           |
| 7  | Cuerno de cabra          | Marisa cornuaritis        |
| 8  | Cuiba                    | Pomacea glauca            |
| 9  | Cuiba                    | Pomacea glauca luteostoma |
| 10 | Guacara o caracol rosado | Megalobulimus oblongus    |
| 11 | Guarura                  | Pomacea urceus            |
| 12 | Caracol torre            | Hemisinus strigillatus    |
| 13 | Caracol terrestre        | Endolichotis distorta     |

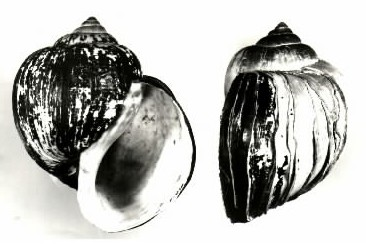
Pomacea urceus
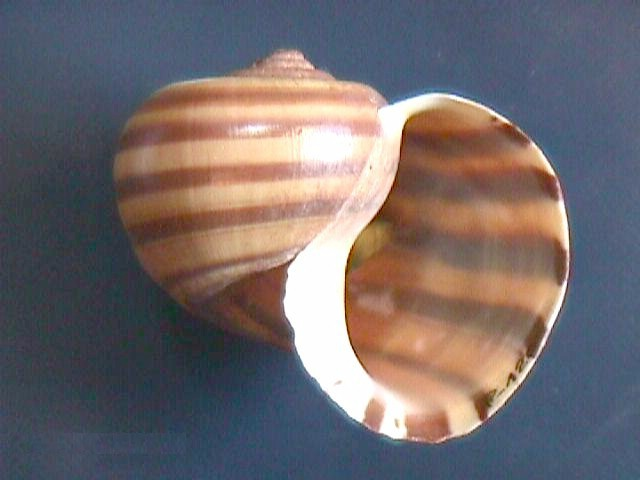
Pomacea glauca
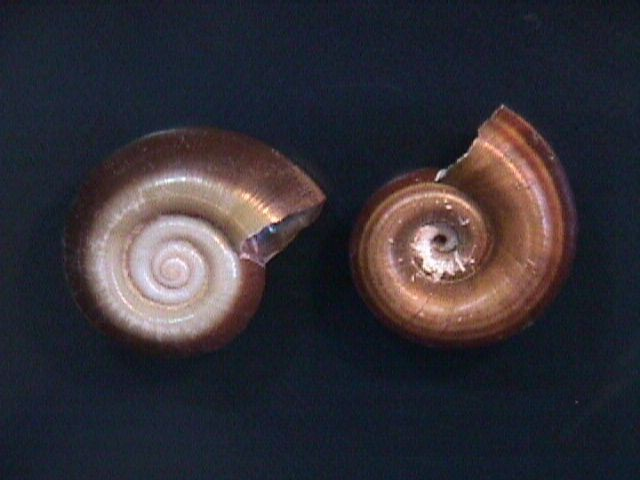
Marisa cornuarietis
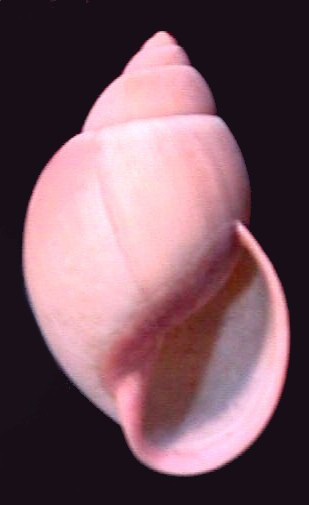
Megalobulimus oblongus

## Lista de moluscos bivalvos
| 1 | Almeja de río  | Anodontites trapesialis |
| 2 | Almeja de río  | Anodontites trigona     |
| 3 | Almeja de río  | Mycetopoda pittieri     |
| 4 | Guacuco de río | Castalia ambigua        |
| 5 | Guacuco de río | Castalia orinocensis    |